# Крестовоздвиженский мост
Крестовоздвиженский мост — мост через реку Днепр по улице Степана Разина в Смоленске. Связывает Заднепровье с Промышленным и Ленинским районами города.

## Характеристики
Крестовоздвиженский мост располагается выше по течению Днепра, чем два других городских моста: Петропавловский и Успенский. Ранее на этом месте находились лодочные и паромные переправы. Построен последним из трёх мостов: строительство завершилось в 1975 году (по другим источникам — в 1977 или 1978 году). Благодаря новому мосту стало возможным направить транспортный поток из Заднепровья непосредственно в район Поповки, минуя центр. Длина четырёхпролётного железобетонного моста — 212 м (по другим источникам — 215 м).

## Название
Долгое время смоленские мосты не имели официальных названий. В народе мост назывался Новым или мостом Степана Разина.
В 2012 году мэр Александр Данилюк поддержал инициативу жителя Смоленска Виктора Борисова дать мостам через реку Днепр в черте города Смоленска официальные названия. Затем Смоленский городской совет предложил горожанам прислать свои варианты наименований.
В октябре 2018 года администрация Смоленска на своём сайте запустила интернет-опрос по выбору названия каждому из трёх мостов через Днепр. В числе вариантов названия моста в районе улицы Степана Разина были такие: Днепровский, Рачевский, Крестовоздвиженский, Волоковской, Московский, Промышленный и др. По итогам опроса голоса распределились следующим образом: Крестовоздвиженский (31.9 %), Рачевский (14.1 %), Днепровский (13.8 %). В итоге было выбрано название Крестовоздвиженский, по расположенной близ правобережного въезда на мост Крестовоздвиженской церкви.